# Freddy Logan
Pour les articles homonymes, voir Logan.
 (mars 2025).
La mise en forme du texte ne suit pas les recommandations de Wikipédia : il faut le « wikifier ».
Les points d'amélioration suivants sont les cas les plus fréquents. Le détail des points à revoir est peut-être précisé sur la page de discussion.
- Les titres sont pré-formatés par le logiciel. Ils ne sont ni en capitales, ni en gras.
- Le texte ne doit pas être écrit en capitales (les noms de famille non plus), ni en gras, ni en italique, ni en « petit »…
- Le gras n'est utilisé que pour surligner le titre de l'article dans l'introduction, une seule fois.
- L'italique est rarement utilisé : mots en langue étrangère, titres d'œuvres, noms de bateaux, etc.
- Les citations ne sont pas en italique mais en corps de texte normal. Elles sont entourées par des guillemets français : « et ».
- Les listes à puces sont à éviter, des paragraphes rédigés étant largement préférés. Les tableaux sont à réserver à la présentation de données structurées (résultats, etc.).
- Les appels de note de bas de page (petits chiffres en exposant, introduits par l'outil «  Source ») sont à placer entre la fin de phrase et le point final[comme ça].
- Les liens internes (vers d'autres articles de Wikipédia) sont à choisir avec parcimonie. Créez des liens vers des articles approfondissant le sujet. Les termes génériques sans rapport avec le sujet sont à éviter, ainsi que les répétitions de liens vers un même terme.
- Les liens externes sont à placer uniquement dans une section « Liens externes », à la fin de l'article. Ces liens sont à choisir avec parcimonie suivant les règles définies. Si un lien sert de source à l'article, son insertion dans le texte est à faire par les notes de bas de page.
- La présentation des références doit suivre les conventions bibliographiques. Il est recommandé d'utiliser les modèles {{Ouvrage}}, {{Chapitre}}, {{Article}}, {{Lien web}} et/ou {{Bibliographie}}. Le mode d'édition visuel peut mettre en forme automatiquement les références.
- Insérer une infobox (cadre d'informations à droite) n'est pas obligatoire pour parachever la mise en page.

Pour une aide détaillée, merci de consulter Aide:Wikification.
Si vous pensez que ces points ont été résolus, vous pouvez retirer ce bandeau et améliorer la mise en forme d'un autre article.
Frederick « Freddy » Logan (né Frederick Christian Loggen le 8 avril 1930 et mort le 3 mai 2003) était un musicien de jazz qui jouait de la contrebasse.

## Carrière
Freddy Logan devient musicien professionnel en 1948, jouant dans des groupes locaux jusqu'à ce qu'il rejoigne le Pia Beck Trio en 1949. Le trio a fait une tournée en Angleterre et aux Pays-Bas avant que Freddy ne quitte le groupe.
Logan est retourné en Angleterre en 1953 pour étudier à la Guildhall School of Music et a continué à jouer du jazz à Londres, où il a travaillé avec les musiciens de jazz Kenny Graham, Harry Klein et Derek Smith.
En 1956, il s'installe à Sydney, en Australie, où il anime sa propre émission de radio Jazz For Pleasure et fonde le club Jazz II. Après avoir remporté un sondage auprès des lecteurs du magazine Music Maker, Logan faisait partie d'un groupe à qui on a accordé du temps d'enregistrement en studio et il a enregistré son premier album en Australie dans le cadre des « Music Maker 1957 All Stars ». Les membres du groupe se sont formés sous le nom de  « The Australian All-Stars », qui sont apparus à la télévision et ont enregistré deux albums.
Il a formé le trio « The Three Out » avec Mike Nock et Chris Karan en 1960, qui ont sorti deux albums Move (1961) et Sittin' In (1961) . Après que Nock ait reçu une bourse pour les États-Unis, le trio ont effectué des tournées en Nouvelle-Zélande et en Europe avant de se séparer.
Logan est resté en Angleterre et a joua avec Tubby Hayes, avec qui il est apparu dans des émissions de télévision. Dans le domaine du jazz, Logan a participé à 56 séances d'enregistrement entre 1954 et 1966, en plus de celles avec Stan Tracey, Tommy Whittle, Graeme Bell, Johnny Ashcroft, Don Burrows, Johnny Keating, Blossom Dearie, Jimmy Witherspoon, Dakota Staton et Kenny Clare.
Freddy Logan est resté dans le Cambridgeshire jusqu'à sa mort en 2003,.